# 부평구 갑
인천 부평구 갑은 대한민국의 국회의원 선거구이다. 인천광역시 부평구 일부를 관할한다. 현 지역구 국회의원은 더불어민주당의 노종면이다.

## 역사
대한민국 제15대 국회의원 선거를 앞두고 북구 갑 선거구가 개편되면서 신설되었다. 신설 당시 부평동, 부개동, 일신동, 십정동이 편입되었고 나머지는 북구 을을 이루었다.
대한민국 제17대 국회의원 선거를 앞두고 부개3동을 부평구 을로 넘기는 대신 산곡3동을 편입시켰다. 
제20대 국회의원 선거를 앞두고 부개2동을 넘기고 산곡4동을 받아오는 선거구 경계 조정이 있었다.

## 관할 구역
| 대수      | 관할 구역 |
| --------- | --- |
| 15대~16대 | 부평구 부평1동, 부평2동, 부평3동, 부평4동, 부평5동, 부평6동, 부개1동, 부개2동, 부개3동, 일신동, 십정1동, 십정2동 |
| 17대~19대 | 부평구 부평1동, 부평2동, 부평3동, 부평4동, 부평5동, 부평6동, 부개1동, 부개2동, 일신동, 십정1동, 십정2동, 산곡3동 |
| 20대~현재 | 부평구 부평1동, 부평2동, 부평3동, 부평4동, 부평5동, 부평6동, 산곡3동, 산곡4동, 부개1동, 일신동, 십정1동, 십정2동 |

## 역대 국회의원
| 선거   | 정당 | 정당         | 의원   |
| ------ | ---- | ------------ | ------ |
| 1996년 |      | 신한국당     | 조진형 |
| 2000년 |      | 새천년민주당 | 박상규 |
| 2004년 |      | 열린우리당   | 문병호 |
| 2008년 |      | 한나라당     | 조진형 |
| 2012년 |      | 민주통합당   | 문병호 |
| 2016년 |      | 새누리당     | 정유섭 |
| 2020년 |      | 더불어민주당 | 이성만 |
| 2024년 |      | 더불어민주당 | 노종면 |

## 역대 선거 결과

### 대한민국 제15대 국회의원 선거
|  | 32.13% |

|  | 29.06% |

|  | 16.01% |

|  | 13.36% |

|  | 8.15% |

|  | 1.26% |

### 대한민국 제16대 국회의원 선거
|  | 47.60% |

|  | 41.67% |

|  | 7.68% |

|  | 3.03% |

### 대한민국 제17대 국회의원 선거
|  | 40.78% |

|  | 39.62% |

|  | 12.82% |

|  | 6.34% |

|  | 0.41% |

### 대한민국 제18대 국회의원 선거
|  | 49.14% |

|  | 33.95% |

|  | 9.67% |

|  | 5.27% |

|  | 1.94% |

### 대한민국 제19대 국회의원 선거
|  | 50.52% |

|  | 44.73% |

|  | 2.65% |

|  | 1.31% |

|  | 0.75% |

### 대한민국 제20대 국회의원 선거
|  | 34.21% |

|  | 34.19% |

|  | 26.70% |

|  | 4.87% |

### 대한민국 제21대 국회의원 선거
|  | 56.68% |

|  | 41.82% |

|  | 1.49% |

### 대한민국 제22대 국회의원 선거
|  | 55.19% |

|  | 44.80% |

## 같이 보기
- 부평구
- 인천광역시의 선거구